# Syzeuctus nanus
Syzeuctus nanus är en stekelart som beskrevs av Pierre L. G. Benoit 1959. Syzeuctus nanus ingår i släktet Syzeuctus och familjen brokparasitsteklar. Inga underarter finns listade i Catalogue of Life.